# Vésicule biliaire
Pour les articles homonymes, voir Vésicule.
La vésicule biliaire est un organe creux, situé dans l'abdomen contre le foie. Faisant partie des voies biliaires, elle est reliée à la voie biliaire principale par le conduit cystique. La vésicule permet le stockage de la bile et sa restitution au cours de la digestion, particulièrement à la suite d'un repas lourd ou gras.

## Anatomie

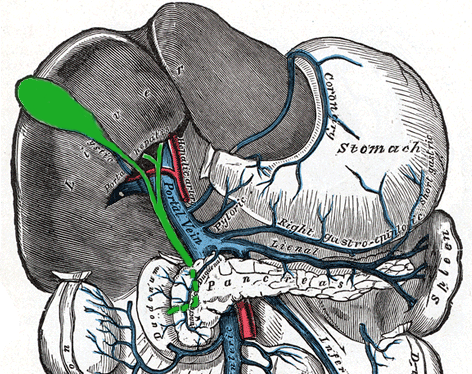
Rapports anatomiques de la vésicule biliaire (figurée en vert)

La vésicule biliaire est un organe creux, piriforme (en forme de poire), de couleur gris-bleu et mesurant chez l'adulte 7 à 10 cm de long pour 3 cm de large. Sa capacité est de 50 mL en moyenne. Située dans l'abdomen, c'est un organe sous-hépatique, accolé au foie au niveau du lit vésiculaire, sur la scissure médiane hépatique. Elle est recouverte de péritoine sur son versant libre. La vésicule appartient aux voies biliaires et est reliée à la voie biliaire principale par le conduit cystique.
On lui distingue trois parties : le fundus, le corps et le col. Le fundus est l'extrémité antérieure de la vésicule, libre. Il déborde sous le foie et est en contact avec la paroi abdominale antérieure. Le corps, dirigé obliquement vers le haut, l'arrière et la gauche, est aplati de haut en bas. Il répond en arrière au duodénum. Le col est l'extrémité postérieure de la vésicule, sa direction forme un angle avec le corps. Il se continue en arrière avec le conduit cystique.
La vésicule est vascularisée par l'artère cystique, issue de l'artère hépatique droite. Elle longe la partie antérieure du conduit cystique pour rejoindre la partie supérieure du col de la vésicule. Elle se divise alors en deux, une branche superficielle pour la partie inférieure de la vésicule, et une branche profonde pour sa partie supérieure. La vésicule est drainée par de multiples veines cystiques qui se jettent dans des veines portes segmentaires du foie.
L'innervation est assurée par des branches du plexus hépatique, lui-même partie du plexus cœliaque.

## Fonction
La vésicule biliaire stocke et concentre la bile produite par le foie en attendant que celle-ci soit nécessaire à la digestion. Elle permet ainsi, en complément de la production normale du foie, de faire face à une alimentation importante ou particulièrement grasse. La bile est composée de mucus, de pigments biliaires, de sels biliaires, de cholestérol et de sels minéraux (calcium).

## Imagerie
La cholécystographie consiste à utiliser les rayons X avec un produit de contraste pour visualiser la vésicule. Cette technique a été utilisée pour la première fois en 1924. Cela est resté l'examen de référence jusqu'aux années 1980 où elle est détronée par l'échographie.
L'échographie abdominale utilise les ultrasons et obtient une imagerie simple et indolore de la vésicule.
Le scanner abdominal ainsi que l'imagerie par résonance magnétique permettent également de visualiser cet organe.

## Pathologies

### Lithiase
Dans la vésicule, à l'occasion d'une modification hormonale (grossesse) ou de façon fortuite, les éléments de la bile peuvent cristalliser. Il y aura ensuite coalition de calculs pour réaliser une lithiase biliaire, ou calcul biliaire. Il peut contenir principalement du calcium, du cholestérol, ou des pigments biliaires, ou être mixte.
La lithiase vésiculaire est très fréquente (20 % de la population), souvent asymptomatique. Elle se complique dans un nombre assez limité de cas (colique hépatique, cholécystite, angiocholite, péritonite, pancréatite). Le traitement chirurgical consiste essentiellement en l'ablation de la vésicule, car la destruction du calcul risquerait de provoquer une obstruction du colédoque par les résidus; une telle ablation n'est indiquée qu'en présence de symptômes compatibles avec ces complications.

### Colique hépatique
Le calcul ainsi constitué peut s'enclaver dans le canal cystique. Au moment du repas, quand la contraction de la vésicule tentera d'évacuer la bile vers le tube digestif, le calcul obstruera le cystique et c'est l'augmentation de la pression de la bile à l'intérieur de la vésicule qui provoquera la douleur. La crise durera quelques heures et s'arrêtera spontanément.
La colique hépatique se manifeste sur le plan clinique par une douleur siégeant dans l'hypochondre droit, irradiant vers l'omoplate droite. Elle peut s'accompagner d'une respiration superficielle. La palpation de l'hypochondre droit ne met pas en évidence de contracture mais révèle le signe de Murphy : douleur provoquée à la palpation avec inhibition respiratoire.

### Cholécystite
La cholecystite est l'inflammation de la vésicule biliaire. Elle est le plus souvent secondaire à une obstruction du canal cystique par un calcul. Elle s'exprime par une douleur accompagnée de fièvre et nécessite en principe un traitement chirurgical.

### Cancer
C'est un cancer très rare, qui touche de deux à trois fois plus la femme que l'homme. Il se déclare généralement après 65 ans.

#### Symptômes
Le cancer de la vésicule biliaire ne provoque des symptômes qu'à un stade avancé, c'est-à-dire quand la tumeur a commencé à s'étendre aux organes voisins (foie…). Voici une liste des symptômes possibles : vomissements, ictère, amaigrissement...

#### Pronostic
Si les cellules cancéreuses n'ont pas traversé la muqueuse de la vésicule, lorsque la découverte est fortuite, le pronostic est généralement très bon. En revanche, si la tumeur s'est propagée à un ou des organes voisins, le pronostic est beaucoup plus réservé, avec une médiane de vie de 3 mois.

#### Traitement
Si la tumeur est décelée à un stade peu avancé, on peut opérer en réséquant la vésicule biliaire. La chimiothérapie et la radiothérapie ne sont pas efficaces et le risque de récidive est important.

## Traitements

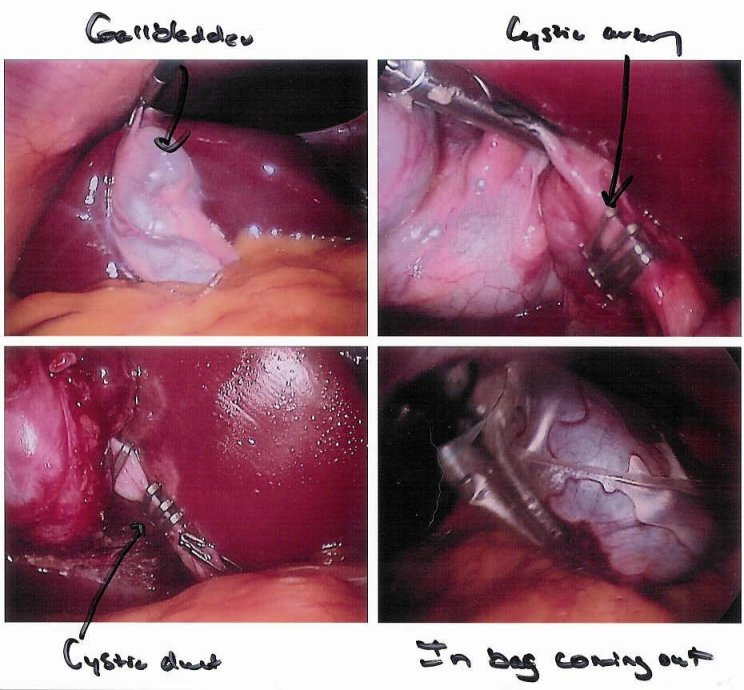
Cholécystectomie vue au laparoscope

La cholécystectomie est une des interventions chirurgicales les plus fréquentes. Le geste chirurgical consiste en une ablation de la vésicule biliaire. Cette opération a plusieurs indications, notamment les pathologies d'origine lithiasique. Elle n'est pas recommandée lorsque la lithiase vésiculaire est asymptomatique.

## Usage en médecine traditionnelle chinoise
La bile d'ours est utilisée dans la médecine traditionnelle chinoise comme aphrodisiaque. Comme ces animaux sont protégés, les ours utilisés sont obtenus soit par trafic illégal d'espèces sauvages ou dans des élevages dont les conditions d'exploitations sont soumises à controverse. Les "fermes à ours" chinoises et coréennes maintiennent ces animaux par milliers dans des conditions d'élevage et d'extraction quotidienne de la bile qui attirent l'attention de nombreuses organisations de défense animale. Les ours sont encagés dans des box de contention en métal de la dimension de leur corps sur des périodes de 20 à 30 ans, sans jamais pouvoir se mouvoir. La bile est extraite sans anesthésie via un cathéter infiltré dans la vésicule biliaire de l'animal. Cette pratique étendue à l'échelle industrielle est décriée pour des raisons éthiques.